# Delirium tremens (bier)
Delirium tremens is een Belgisch bier van hoge gisting dat gebrouwen wordt door Brouwerij Huyghe in Melle. Het biermerk ontleent zijn naam aan het delier dat kan optreden bij alcoholonthouding.

## Achtergrond
Het blonde bier heeft een hoog alcoholgehalte (8,5%). Delirium tremens wordt verkocht in een karakteristiek matgespoten, witgrijs, ondoorzichtig flesje en heeft als logo een roze olifant. Zowel de naam als het logo verwijzen naar een afkickverschijnsel dat optreedt bij onthouding na overmatig en langdurig alcoholgebruik: een delirium tremens.

Het bier werd gelanceerd in 1989. In 2011 zorgde het voor 42% van de omzet van de brouwerij.
In 2014 werd Delirium Tremens in 85 landen verkocht, waaronder voor het eerst in Ivoorkust, Congo, Kenia en Kameroen.

## Onderscheidingen
- In 1998 werd het bier op de World Beer Championships in Chicago, Illinois (VS) tot het beste bier ter wereld gekroond.
- World Beer Cup 2014 - bronzen medaille in de categorie Belgian-Style Tripel voor Delirium tremens

## Varianten
Er bestaan nog acht andere varianten van dit bier:
- Delirium Nocturnum, diepbruin bier met een alcoholpercentage van 8,5%
- Delirium Christmas, donker amberkleurig kerstbier met een alcoholpercentage van 10%
- Delirium Red, donkerrood fruitbier met een alcoholpercentage van 8,5%
- Deliria, blond, 8,5%, sinds 2013 eenmaal per jaar gebrouwen door vrouwen.[3]
- Delirium Argentum, een kruidig amberkleurig bier gebrouwen ter ere van het 25-jarige bestaan van Delirium met een alcoholpercentage van 7%
- Delirium Blond, in een eikenhout bourbon vat van gerijpt blond bier met een alcoholpercentage van 11,5%
- Delirium Black, in een eikenhouten bourbon vat gerijpt donker bier met een alcoholpercentage van 11,5%
- Delirio, een licht blond alcoholarm bier met een alcoholpercentage van 0,3%